# Ireland's Call
Ireland's Call es una canción irlandesa utilizada como himno en los partidos del equipo nacional de Rugby de Irlanda (Irish Rugby Football Union).
Desde hace tiempo ha sido adoptado también por otros deportes como el Hockey y el Cricket.
La canción fue escrita por Phil Coulter en 1995 a partir de una petición de la Federación Irlandesa de Rugby. 
El equipo de Irlanda de rugby reagrupa las dos partes separadas de la Isla (Irlanda del Norte y la República de Irlanda). Cuando los partidos tienen lugar en Dublín dos himnos suenan juntos: Amhrán na bhFiann (La canción del soldado, el himno nacional de Irlanda) y el Ireland's Call. En el extranjero solo se canta el Ireland's Call antes de los partidos.
Solo se canta la primera estrófa del himno y el coro con bis:
Come the day and come the hour

Come the power and the glory

We have come to answer

Our Country's call

From the four proud provinces of Ireland

Ireland, Ireland

Together standing tall

Shoulder to shoulder

We'll answer Ireland's call

Ireland, Ireland

Together standing tall

Shoulder to shoulder

We'll answer Ireland's call

En castellano:
Llegó el día y llegó la hora,

el momento del poder y de la gloria.

Hemos venido a responder

la llamada de nuestro país

desde las cuatro orgullosas provincias de Irlanda.

Irlanda, Irlanda,

juntos con orgullo,

hombro con hombro,

responderemos la llamada de Irlanda.

Irlanda, Irlanda,

juntos con orgullo,

hombro con hombro,

responderemos la llamada de Irlanda.